# O album
《O album》是日本二人組合近畿小子的第16張專輯，於2020年12月23日由傑尼斯娛樂唱片公司發行。

## 解說
此作為近畿小子暌違4年之久的第16張原創專輯《O album》。《O album》的「O」帶有"Over"之意，官方宣稱這是代表「他們將超越時代，即過去的自我，並邁步向前迎向嶄新的舞台」。。
本作除了與近畿小子合作密切的堂島孝平外，還請來細野晴臣、松本隆等音樂製作人。。
專輯分為初回版（CD+DVD/Blu-ray）和普通版（CD ONLY），兩種版本封面不同。初回版收錄了13首歌曲和「彗星の如く Music Clip？」、「O album TV SPOT」特典映像。此外，通常版追加2首歌曲，〈100年後的天空能看見什麼〉及〈STARS〉，共收錄15首歌曲。

## 收錄歌曲

### 初回盤

#### CD
1. 猶如彗星（彗星の如く）
  - 作詞：堂島孝平
  - 作曲：堂島孝平
  - 編曲：堂島孝平、溝口和彥
2. 感情愛情CRAZY
  - 作詞：Anna Takeuchi
  - 作曲：Anna Takeuchi
  - 編曲：齊藤伸也(ONIGAWARA)
3. 光之跡象（光の気配）
  - 作詞：坂本真綾
  - 作曲：川口進、Louise Frick Sveen、Xisco
  - 編曲：安部潤
  - 和音編排：佐佐木久美
  - 第41張單曲(2019年發售)
4. DEEP DIVE
  - 作詞：堂島孝平
  - 作曲：堂島孝平
  - 編曲：白井良明
  - 和音編排：堂島孝平
5. 響 -hibiki-
  - 作詞：Kazuto Narumi
  - 作曲：Kazuto Narumi
  - 編曲：363820(宗本憲平)
6. 命運論（運命論）
  - 作詞：KOUDAI IWATSUBO
  - 作曲：KOUDAI IWATSUBO、Hayato Yamamoto、Naoki Itai
  - 編曲：石塚知生
  - 和音編排：岩田雅之
7. The Red Light
  - 作詞：久保田利伸、森大輔
  - 作曲：久保田利伸
  - 編曲：森大輔
  - 第38張單曲(2017年發售)
8. KANZAI BOYA
  - 作詞：堂本剛
  - 作曲：堂本剛
  - 編曲：堂本剛、Gakushi
  - 第42張單曲(2020年發售)
9. Slash
  - 作詞：堂島孝平
  - 作曲：堂本剛
  - 編曲：CHOKKAKU
  - 和音編排：伊澤麻未
10. 新時代（新しい時代）
  - 作詞：堂本剛
  - 作曲：增子達郎
  - 編曲：吉田建
  - 弦樂編排：佐藤泰將
11. 99%
  - 作詞：松本隆
  - 作曲：細野晴臣
  - 編曲：sugarbeans
12. 想見你、想見你、卻見不到。（会いたい、会いたい、会えない。）
  - 作詞：久保田利伸、森大輔
  - 作曲：久保田利伸
  - 編曲：CHOKKAKU
  - 和音編排：森大輔
  - 第40張單曲(2018年發售)
13. Topaz Love
  - 作詞：堂本剛
  - 作曲：堂本光一
  - 編曲：堂島孝平
  - 弦樂編排：堂島孝平、sugarbeans
  - 第39張單曲(2018年發售)

#### 初回盤DVD/Blu-ray
1. 「猶如彗星」Music Clip?
2. 「O album」TV SPOT
3. 「O album」TV SPOT Making

### 通常盤
1. 猶如彗星（彗星の如く）
2. 感情愛情CRAZY
3. 光之跡象（光の気配）
4. DEEP DIVE
5. 響 -hibiki-
6. 命運論（運命論）
7. The Red Light
8. KANZAI BOYA
9. Slash
10. 新時代（新しい時代）
11. 99%
12. 想見你、想見你、卻見不到。（会いたい、会いたい、会えない。）
13. Topaz Love
14. 100年後的天空中能看見什麼（100年後の空にはなにが見えるんだろう）
  - 作詞：松井五郎
  - 作曲：織田哲郎
  - 編曲：家原正樹
  - 和音編排：Ko-saku
15. STARS
  - 作詞：吉田建
  - 作曲：吉田建
  - 編曲：吉田建
  - 弦樂編排：山崎文一朗、吉田建

## 外部連結
- O album （页面存档备份，存于）
- YouTube上的彗星の如く Music Clip? (Short ver.)
- YouTube上的新しい時代 Music Clip